# Miki Andová
Miki Andová (japonsky 安藤 美姫, * 18. prosince 1987 Nagoja) je bývalá japonská krasobruslařka. Je absolventkou oboru vzdělávání dospělých na Univerzitě Čúkjó a reprezentovala automobilku Toyota.
Krasobruslení se věnovala od osmi let, na mistrovství světa juniorů v krasobruslení byla třetí v roce 2002, druhá v roce 2003 a zvítězila v roce 2004.
Její silnou zbraní byly skoky. Je první ženou, která v soutěži zvládla bez pádu čtverný skok (Salchowův skok ve finále juniorské Grand Prix 14. prosince 2002 v Haagu).
Získala zlatou medaili na mistrovství světa v krasobruslení 2007 a mistrovství světa v krasobruslení 2011. Na mistrovství světa v krasobruslení 2009 obsadila třetí místo. Vyhrála mistrovství čtyř kontinentů v krasobruslení 2011, kde vytvořila svůj osobní rekord 201,34 bodu. Je krasobruslařskou mistryní Japonska z let 2003, 2004 a 2010. Vyhrála Americkou brusli 2006 a NHK Trophy 2009.
Na olympiádě 2006 skončila patnáctá a na olympiádě 2010 obsadila čtvrté místo.
V roce 2013 porodila dceru Hinawari. V roce 2014 ukončila sportovní kariéru. Jejím snoubencem je španělský krasobruslař Javier Fernández.